# Congosorex verheyeni
Congosorex verheyeni — вид невеликих ссавців з родини мідицевих (Soricidae).

## Опис
Цей тип досягає довжини тіла близько 60 міліметрів, довжини хвоста близько 20 мм і маси приблизно 7 грамів.

## Поширення
Живуть в Республіці Конго і Центральноафриканській Республіці. Принципово присутній у первинних лісах. Тим не менш, також зустрічається в досить щільних вторинних лісах, а також в районах деградованих лісів.

## Звички
Цей вид може бути знайдений в норах під опалим листям, але не вважається риючим видом. Харчується безхребетними.

## Загроза та охорона
Здається, немає серйозних загроз даному виду в цілому. Знайдений у двох охоронних районах, включаючи Parc National d'Odzala (Конго).